# Hödingen
Hödingen là một đô thị ở huyện Börde thuộc bang Sachsen-Anhalt, nước Đức. Đô thị Hödingen có diện tích 9,18 km², dân số thời điểm ngày 31 tháng 12 năm 2006 là 277 người.